# 揖庐亭
揖庐亭位于中国江西省九江市浔阳区廷支山山顶，由清光绪年间两江总督端方所建，因此处可远眺庐山而得名。
揖庐亭在1930年曾进行整修，1937年抗战中被毁。1986年按原图木架结构重建，高8米，六角攒顶，并列为第二批九江市文物保护单位。2001年进行维修。但到2012年时，由于地震、冰灾的影响，已损毁严重
1986年，揖庐亭被列为九江市文物保护单位（3-19），2018年3月9号，揖庐亭列为第六批江西省文物保护单位。